# سیارک ۲۰۳۰۹
سیارک ۲۰۳۰۹ (به انگلیسی: 20309 Batalden، نامگذاری:1998FD110) بیست هزار و سیصد و نهمین سیارک کشف شده‌است که در ۳۱ مارس ۱۹۹۸ کشف شد.
قدر مطلق سیارک برابر ۱۲.۳ است.